# Zacisk układu izolacyjnego
Zacisk układu izolacyjnego – jedna z dwóch elektrod, między którymi może być doprowadzone napięcie naprężające izolację. 
Rozróżnia się następujące rodzaje zacisków: 
- zacisk fazowy (ang. line clamp[2]) – między zaciskiem a punktem neutralnym jest przyłożone napięcie fazowe sieci
- zacisk neutralny (ang. neutral terminal[3]) – łączony z punktem stanowiącym punkt neutralny sieci
- zacisk uziemiający (ang. earthing terminal[4]) – w warunkach eksploatacji zawsze połączony bezpośrednio z ziemią.